# Változó Világ

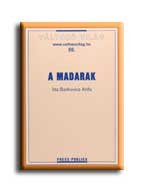
A sorozat jellegzetes arculata

A Változó Világ egy ismeretterjesztő könyvsorozat, amely 1995 óta jelenik meg magyar nyelven. Sajátossága egy komplex formai és szerkesztési szabvány, ennek egyik szembetűnő eleme a kötetek egységes zsebmérete és a fix oldalszám: 128 oldal.
1998 óta ezen a néven internetportál is működik, amely a sorozat köteteinek témáit dolgozza fel, emellett naptárat és cikkgyűjteményt is tartalmaz.
A sorozat azóta megjelent angol, német, szlovák, francia és bolgár nyelven is.
A sorozat és a portál főszerkesztője Szimeonov Todor.

## A Változó Világ eddig megjelent magyar nyelvű kötetei
|     | Cím (Szerző)                                                                                      |
| --- | ------------------------------------------------------------------------------------------------- |
| 1.  | Élő vallások (Rencsényi Tibor)                                                                    |
| 2.  | A futball (Göbölyös N. László)                                                                    |
| 3.  | Sztálin (Krausz Tamás)                                                                            |
| 4.  | Rabin (Ónody György, Mérő Miklós)                                                                 |
| 5.  | A Kisgazdapárt (Győriványi Sándor)                                                                |
| 6.  | Az alkotmány (Szikinger István)                                                                   |
| 7.  | A vasút (Frang Zoltán)                                                                            |
| 8.  | Mozgás és egészség – Hungarofit (Fehérné Mérey Ildikó)                                            |
| 9.  | A zsidók története Magyarországon (Erényi Tibor)                                                  |
| 10. | Sportágat választok (Németh Csaba)                                                                |
| 11. | Az olimpiák (Takács Ferenc)                                                                       |
| 12. | Pécs (Aknai Tamás)                                                                                |
| 13. | Talleyrand (Nógrádi György)                                                                       |
| 14. | Párbeszéd a babával az anyaméhben – Megfogantam, tehát vagyok (Raffai Jenő)                       |
| 15. | Az Alkotmánybíróság (Holló András)                                                                |
| 16. | A magyarországi szlovákok (Gyivicsán Anna, Krupa András) + angol és szlovák nyelven               |
| 17. | Az élő Árpádok (Pusztaszeri László)                                                               |
| 18. | Sport a szabadban (Kondor Endre)                                                                  |
| 19. | A modern olimpiai játékok (Takács Ferenc)                                                         |
| 20. | A torna (Hamza István)                                                                            |
| 21. | Amerikai politika a XX. században (Andor László)                                                  |
| 22. | A MAORT (Srágli Lajos)                                                                            |
| 23. | A magyarországi németek (szerk. Manherz Károly) + német nyelven                                   |
| 24. | A hírszerzés története (Ónody György)                                                             |
| 25. | Budapest az egyesítéstől az 1930-as évekig (Csapó Katalin, Karner Katalin)                        |
| 26. | Az Őrség (Csiszár Károly)                                                                         |
| 27. | Megtorlás az 1848–49-es szabadságharc és forradalom után (Hermann Róbert)                         |
| 28. | Az interjú (Földes Anna)                                                                          |
| 29. | A magyarországi románok (Petrusán György, Martyin Emília, Kozma Mihály)                           |
| 30. | Az Európai Unió története (Magyar Péter)                                                          |
| 31. | A magyarországi romák (szerk. Kemény István)                                                      |
| 32. | Hollandia (Zeiler Júlia)                                                                          |
| 33. | Az Egyesült Királyság (Paár Gabriella)                                                            |
| 34. | Dánia (Szűcs R. Gábor)                                                                            |
| 35. | Az Európai Unió pénzügyi rendszere (Hetényi Géza, Hünlich Csilla, Mocsáry Péter)                  |
| 36. | A táplálkozás (Dudás Róbert)                                                                      |
| 37. | Barangolások Kínában (Makra László)                                                               |
| 38. | Református kollégiumi irodalom és kultúra a XVIII-XIX. században (Nagy Júlia)                     |
| 39. | Tokod (Soós Rezsőné)                                                                              |
| 40. | Buddhizmus, misztika, Tibet (Nagy Károly)                                                         |
| 41. | Az otthoni betegápolás (Fazakas László)                                                           |
| 42. | Az Európai Unió támogatási politikája (Hetényi Géza, Stelbaczky Tibor, Zalai Csaba)               |
| 43. | A posta (Rákóczi Margit)                                                                          |
| 45. | Görögország (Pintér Attila)                                                                       |
| 46. | Finnország (Juhani Huotari)                                                                       |
| 47. | A civilizáció (Szimeonov Todor)                                                                   |
| 48. | NDK – A Német Demokratikus Köztársaság (Nemes János)                                              |
| 49. | Olaszország (Gyapay Dénes)                                                                        |
| 50. | A választójog (Dezső Márta, Nagyné Szegvári Katalin, Rytkó Emília; szerk. Máthé Gábor)            |
| 51. | Az Európai Unió intézményei (Hernádi Eleonóra)                                                    |
| 52. | Oscar Wilde (Lukács Nikolett)                                                                     |
| 53. | Életrajzok – Ajánló bibliográfia (Összeállította Szeli Valéria, Várady Géza)                      |
| 54. | Zsadány nevezetességei (Összeállította és részben írta (Fábián Erzsébet)                          |
| 55. | Az Európai Unió és az oktatás (Forgács András, Loboda Zoltán)                                     |
| 56. | A magyarországi szlovének (Mukicsné Kozár Mária)                                                  |
| 57. | I. Habsburg Ferdinánd (Nagy Tamás)                                                                |
| 58. | Az államhatárok (Sallai János)                                                                    |
| 59. | A madarak (Bankovics Attila)                                                                      |
| 60. | Kossuth Lajos – Életrajz és válogatás (Pelyach István)                                            |
| 61. | A demokratikus jogállam (Kolláth György, Horváth Zoltán, Legény Krisztián; szerk. Kolláth György) |
| 62. | Az Európai Unió forgalmiadó-rendszere (Kelemen László)                                            |
| 63. | Az elme öregedése (Rajna Péter)                                                                   |
| 64. | A császármetszés (Ugocsai Gyula)                                                                  |
| 65. | Az iszlám (Maróth Miklós)                                                                         |
| 66. | 2008 (Szimeonov Todor)                                                                            |
| 67. | Államvédelem Magyarországon 1953-1956 (Kiss Dávid)                                                |
| 68. | 1949 (Szimeonov Todor)                                                                            |
| 69. | Az első nyilasok (Udvarvölgyi Zsolt)                                                              |
| 70. | A számok (Szimeonov Todor)                                                                        |
| 71. | 1970 (Szimeonov Todor)                                                                            |
| 72. | A bulgáriai rendszerváltás (Nagy Károly)                                                          |
| 73. | A kurdok (Makai György)                                                                           |
| 74. | 1980 (Szimeonov Todor)                                                                            |
| 76. | A Facebook (Beleznay Péter)                                                                       |
| 77. | Nagy Péter (Zsemlye János)                                                                        |
| 79. | I. Ottó (Nagy Tamás)                                                                              |

## Külső hivatkozások
- www.valtozovilag.hu Hivatalos weblap
- http://www.valtozovilag.hu/szerzok.htm Archiválva 2008. július 2-i dátummal a Wayback Machine-ben Szerzőknek szóló tájékoztató
- https://web.archive.org/web/20080626184517/http://www.valtozovilag.hu/zx/szaboervin.htm Szabó Ervin könyvírási pályázat